# Contea di Guangnan
La contea di Guangnan (广南县S, Guǎngnán XiànP) è una contea della Cina, situata nella provincia di Yunnan e amministrata dalla prefettura autonoma zhuang e miao di Wenshan.